# Chilades strigatus
Chilades strigatus är en fjärilsart som beskrevs av Aurivillius 1925. Chilades strigatus ingår i släktet Chilades och familjen juvelvingar. Inga underarter finns listade i Catalogue of Life.